# Telepsicología
La telepsicología se refiere al uso de la telemedicina dentro de la práctica de la psicoterapia, en la que un profesional médico o terapeuta utiliza herramientas en línea desde cualquier lugar para ayudar a los pacientes. Algunas herramientas pueden incluir: Zoom (software), Skype, correo electrónico, chat en línea, Oovoo, WhatsApp, mensajes de texto, llamadas telefónicas o el uso de una aplicación en un teléfono inteligente. La telepsicología no solo es rentable y eficiente, sino que también ayuda a conectar a los profesionales médicos, psicólogos y terapeutas con los pacientes desatendidos, y es más conveniente para ambas partes en términos de logística y economía.

## Pautas
Existen pautas y estándares que deben cumplirse para que la terapia a distancia ocurra con éxito y eficacia, empleando sus herramientas para ayudar a sus pacientes. ACPRO tiene un modelo de estándares sobre cómo se puede realizar una adecuada prestación de servicios de telepsicología.

## Evidencia
Aunque es comprensible que los críticos argumenten que las prácticas de telepsicología no son tan efectivas como las prácticas en persona, hay suficiente evidencia para sugerir lo contrario. Un estudio notable realizado por APA Psych Net muestra que no hay diferencias significativas entre la telepsicología y las prácticas en persona.